# 网络传播学
网络传播学是研究网络中介传播（以网络为媒介的传播活动的总称）的系统学科
网络传播分类与大众传播有近似之处，可以分为：信息传播（如BBS，新闻，告知），网络广告传播（或网络行销：利用网络为平台进行广告活动。如商业传播类mini－site，Banner旗帜广告等），网络商品交易（利用网络为媒介，传播商品信息以及提供渠道）以及网络文化艺术（包括公刊发表和平民自发的点对点传播及块面复制，如原创flash综合动画，风格统一互动的在线留言板等）。
网络传播学是一种科技社会学的新媒体延伸。
网络传播是一种新型的信息传播模式，与传统媒介传播相比，具有高度的互动性，个性化与社群化共存，即时性与全球性相结合等特点。目前，网络传播逐渐成为信息传播的主导，并开始影响国家的法治生活和政府行为。但同时虚假信息泛滥、网络病毒与黑客以及网络犯罪等问题严重困扰着网络传播的发展。我们应进行技术创新，构建安全网络平台；加强网络立法，建立网络责任机制；注重思想教育，培育健康网络思维。